# Ochotona dauurica huangensis
Ochotona dauurica huangensis is een zoogdier uit de familie van de fluithazen (Ochotonidae). De wetenschappelijke naam van de soort werd voor het eerst geldig gepubliceerd door Matschie in 1908.